# Wilhelm Hondius
Wilhelm Hondius (ur. 1597 w Hadze, zm. ok. 1652 w Gdańsku) – holenderski rytownik i kartograf.

## Życie
Wykształcenie artystyczne zdobył w pracowni swego ojca Henryka Starszego, otrzymując wkrótce tytuł uprzywilejowanego sztycharza Stanów Holenderskich. W 1636 przyjechał do Gdańska, gdzie przeprowadził się z Hagi w 1641 roku. Był nadwornym sztycharzem na dworze króla Władysława IV Wazy, który nadał mu tytuł Chalcographus privilegialus i  Chalcographus Regius, a później u kolejnego króla Jana Kazimierza. W 1651 roku podczas powstania Chmielnickiego brał udział w zajęciu Kijowa przez Janusza Radziwiłła. Nie ma informacji o jego życiu po 1652 roku.

## Twórczość
Jego twórczość rozwijała się w dwóch kierunkach: rytownictwo oraz kartografia. W zakresie rytownictwa współpracował z Antoonem van Dyckiem przy tworzeniu portretów członków dworu holenderskiego. Po przeniesieniu się do Polski (po 1636 r.) wykonał portrety: Władysława IV, Ludwiki Marii, Jana Kazimierza oraz licznych dostojników i przedstawicieli patrycjatu gdańskiego. W dziedzinie kartografii największa sławę przyniósł mu plan odsieczy Smoleńska z lat 1633–1634, wykonany na zlecenie Władysława IV według rysunku Jana Pleitnera. Z innych prac tego typu wykonał np. plan Wieliczki i widok kopalni soli według Marcina Germana. Nieukończonym dziełem był szczegółowy atlas Polski "Theatrum Poloniae" według Beauplana.
Z Gdańskiem związany był poprzez wykonanie rycin, które przedstawiają bramę triumfalną w Gdańsku z 1646, oraz widoków prac fortyfikacyjnych prowadzonych pod nadzorem Wybego Adama w 1644.
Wilhelm Hondius był również powiązany ze znaną gdańską oficyną wydawniczą Forstera. Pracując dla niego, Hondius wykonał m.in. kartę tytułową do dzieła Pastoriusza pt. "Bellum Scythico Casacium". Był on również współwykonawcą tablic astronomicznych umieszczonych w rozprawie Jana Heweliusza pt. Selenographia sive lunae descriptia wydanej w 1647.
Twórczość Hondiusa doczekała się analiz w literaturze naukowej, m.in. Maria Żywirska przeanalizowała jego wizerunki kopalni soli w Wieliczce.